# Вілінський Петро Михайлович
Петро́ Миха́йлович Вілі́нський (рос. Пётр Михайлович Вилинский; нар. 7 березня 1905, Київ, Російська імперія — пом. 1971, Київ, Українська РСР, СРСР) — радянський військовий діяч, гвардії полковник. В серпні 1943 — березні 1945 рр. командир 493-го винищувально-протитанкового артилерійського полку.

## Біографія
Народився 7 березня 1905 р. в м. Києві. Українець. Батьки — Михайло Григорович Вілінський та його дружина Пелагея Петрівна походили з селян — колишніх однодворців, які до розборів шляхти в другій половині XIX ст. визнавались дворянами ІІ розряду. Мати була з роду Полховських.
У грудні 1927 р. був призваний на строкову службу в Червону армію. Наступного року закінчив школу 45-го артилерійського в полку в м. Києві, а в 1932 р. — Сумську артилерійську школу. У травні того ж року він повернувся до служби в 17-й Горьковській стрілецькій дивізії, де обіймав низку посад: командира взводу, помічника командира, командира батареї, начальника розвідки дивізіону та помічника командира дивізіону в складі 17-го артилерійського полку. Пізніше очолив дивізіон та керував полковою школою у 20-му легкому артилерійському полку. В 1940 р. закінчив артилерійські курси удосконалення командного складу в м. Пушкіно.
На початку німецького вторгнення в СРСР був призначений старшим офіцером оперативного відділу в штабі артилерії 16-ої армії Західного фронту. 30 вересня був призначений на посаду зам. командира 587-го корпусного артилерійського полка, але фактично її не обійняв продовжуючи службу в штабі армії.
Брав участь в Смоленській та Московських битвах, за героїзм і заслуги в яких 31 січня 1942 р. був відзначений орденом Червоного прапора.
У квітні 1942 р. був призначений начальником артилерії 4-ї окремої курсантської стрілкової бригади. Брав участь в боях під Сухиничами та Козельськом. В версені того ж року отримав важке поранення, і був евакуйованим в госпіталь. Після одужання в грудні призначений старшим помічником начальника відділу Управління формувань Головного управління командуючого артилерією Червоної армії.
У серпні 1943 р. був призначений командиром 493-го винищувально-протитанкового артилерійського полку. Брав участь в Білгородсько-Харківській наступальній, Київських наступальній і оборонній, Житомирсько-Бердичівській та Львівсько-Сандомирській наступальних операціях. За участь у звільненні м. Бердичева військовому підрозділу під його керівництвом наказом Верховного Головнокомандуючого від 6 січня 1944 р. було присвоєно іменування «Бердичівський».
8 березня 1945 р. був призначений на посаду командира 7-ї окремої винищувально-протитанкової артилерійської бригади. У складі 3-ї гвардійської армії брав участь в Берлінській операції, яка завершила розгром німецьких військ і призвела до капітуляції Німеччини у Другій світовій війні. 
Після війни продовжував командувати бригадою у складі Центральної групи військ. В грудні 1947 р. був відсторонений від командування, і призначений командиром 1973-ї армійського винищувально-протитанкового артилерійського полку 7-ї гвардійської армії. В травні 1953 р. був звільнений у відставку за станом здоров'я.
Помер в 1971 р. Похований на Байковому кладовищі.

## Родина
Дружина — Таїсія Юхимівна (1911—1994). Син — Валерій (1935—1985).